# Eodrepanus bechynei
Eodrepanus bechynei är en skalbaggsart som beskrevs av Emile Janssens 1953. Eodrepanus bechynei ingår i släktet Eodrepanus och familjen bladhorningar. Inga underarter finns listade i Catalogue of Life.